# Primula kialensis
Primula kialensis är en viveväxtart. Primula kialensis ingår i släktet vivor, och familjen viveväxter.

## Underarter
Arten delas in i följande underarter:
- P. k. breviloba
- P. k. kialensis